# Emirates Crown
L'Emirates Crown est un gratte-ciel résidentiel situé à Dubaï aux Émirats arabes unis. La tour mesure 296 mètres de haut et comporte 63 étages.
La construction du gratte-ciel a débuté en 2005. La tour a atteint sa hauteur finale en novembre 2007 et la construction s'est terminée au début de l'année 2008.
Lors de son ouverture en février 2008, l'Emirates Crown était le cinquième plus haut gratte-ciel de Dubaï, derrière l'Emirates Tower One (355 m), la Rose Tower (333 m), le Burj Al Arab (321 m), et l'Emirates Tower Two (309 m).
Parmi les gratte-ciel se trouvant à proximité de l'Emirates Crown, nous pouvons citer The Harbour Hotel & Residence (256 m), ouvert en 2007, mais surtout la Princess Tower (414 m), terminée en 2010.